# Estrada Parque Indústria e Abastecimento (DF-003)
DF-003, também conhecida como Estrada Parque Indústria e Abastecimento (EPIA) é uma rodovia radial do Distrito Federal brasileiro. A rodovia foi federalizada em 2004 e passou a ser identificada como BR-450. 

## Percurso

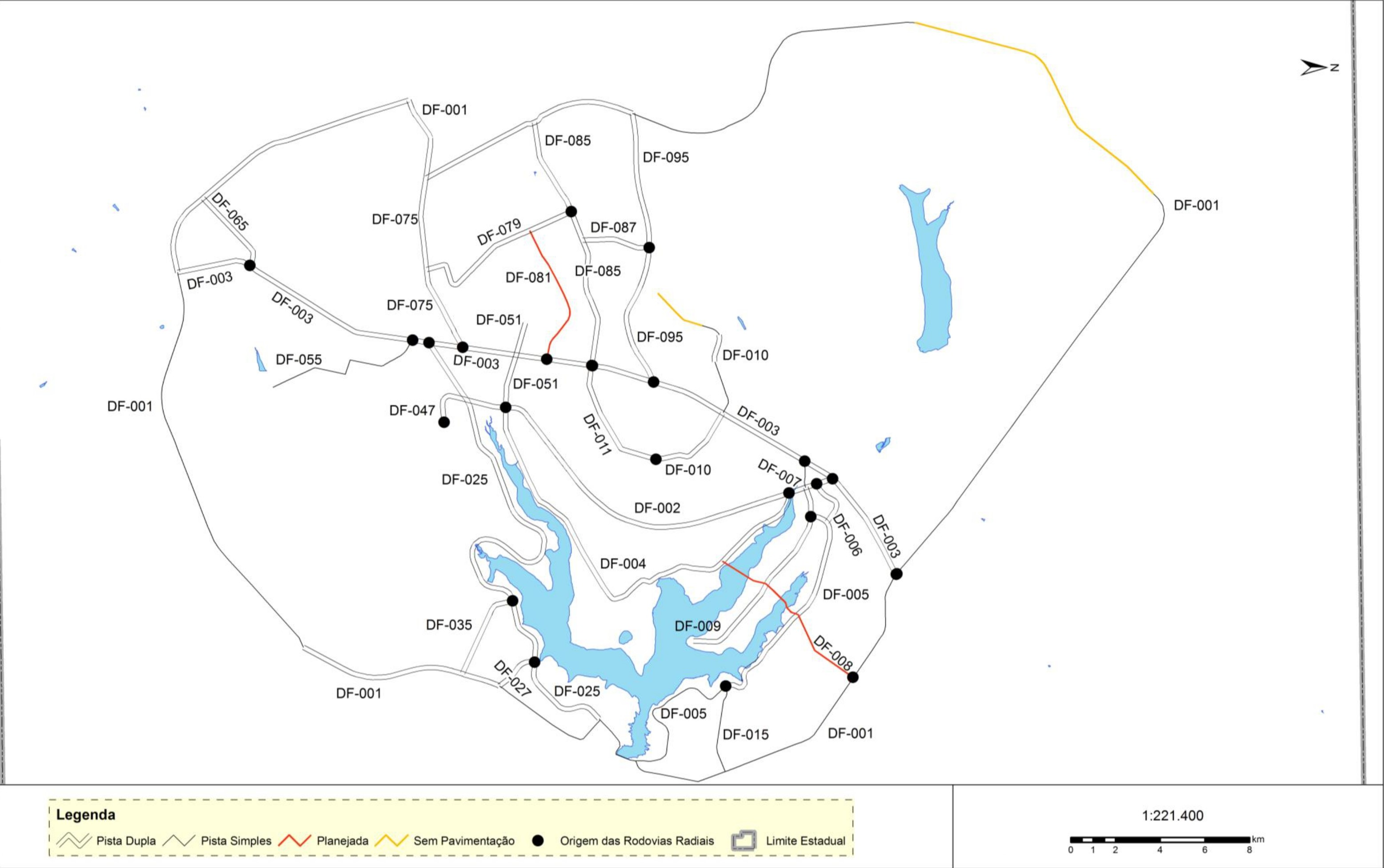
Mapa da localização da rodovia no Distrito Federal.

Esta rodovia passa por locais importantes como:
- A entrada do Eixo Monumental de Brasília o Parque Nacional de Brasília;
- O Setor de Indústria e Abastecimento (SIA);

Serve a algumas rodovias importantes, como a DF-095, DF-085 e a DF-075.
É considerada uma das mais movimentadas devido ao trânsito pesado de carretas e caminhões que seguem em direção ao extremos da rodovia no cruzamento com a DF-001. Neste local, ela se encontra com a BR-020, sobreposta  a BR-010 e BR-030. Estas rodovias seguem em direção ao Norte e Nordeste do Brasil.
Também no cruzamento com DF-001, a DF-003 se encontra com a BR-040 (sobreposta a BR-050), que segue em direção ao Sudeste do Brasil do País.
Tem extensão aproximada de 36 quilômetros, toda duplicada.
Foi concluída recentemente uma grande recuperação da rodovia, feita pelo DNIT e pelo Governo do Distrito Federal. Foram recuperados 18 quilômetros, a fim de melhorar a fluidez no horário de pico.
A nova Rodoviária Interestadual de Brasília, às margens da rodovia, foi inaugurada em 2010.

## Ligações Externas
- Página do DER-DF